# Aqueduc de l'Aqua Trajana
L'aqueduc de l'Aqua Trajana ou aqueduc de Trajan (en latin : Aqua Traiana), dixième aqueduc de Rome, est inauguré en 109 apr. J.-C., sous le règne de Trajan. Comme c'est l'un des deux aqueducs construits après la publication du traité de Frontin, les données sur sa construction et son fonctionnement sont limitées. Reconstruit au XVIIe siècle, il est rebaptisé Acqua Paola.
Il relie Rome aux sources proches du lac de Bracciano, 40 kilomètres au nord-ouest de la ville. Avant sa destruction, il permettait notamment le fonctionnement de moulins à eau construits parallèlement à son conduit sur le Janicule.

## Histoire

### Construction et inauguration
La construction de l'aqueduc commence vers 104. L'empereur Trajan acquiert une longue bande de terrain de quinze pieds de large de part et d'autre du tracé du futur aqueduc, respectant ainsi un ancien sénatus-consulte datant de 11 av. J.-C. que Frontin a rappelé dans son traité (« [...] placere circa fontes et fornices et muros utraque ex parte quinos denos pedes patere [...] »).
L'ouvrage est inauguré en 109, date fournie par une inscription figurant sur un cippe retrouvé à Véies et mentionnant la titulature de Trajan, permettant une datation précise,, peut-être seulement deux jours après l'inauguration des thermes de Trajan, le 22 juin, et deux mois environ avant l'inauguration de la Naumachia Traiani sur la plaine vaticane. L'empereur fait frapper des sesterces en bronze pour célébrer l'achèvement des travaux avec son profil à l'avers et la représentation d'une divinité allongée sous une arche figurant l'aqueduc et les grottes situées à sa source.
| |  |  |
| Sesterce frappé après 104 célébrant la construction de l'aqueduc de l'Aqua Traiana. Le revers de la pièce de monnaie porte la devise : AQVA. TRAIANA. S. P. Q. R. OPTIMO PRINCIPI. S. C.. On y voit le dieu d'une rivière qui se repose, appuyé sur une cruche versant de l'eau, une plante aquatique dans une main. |  |  |

### Moyen Âge
L'aqueduc est coupé une première fois et en partie détruit à l'instar des onze autres aqueducs de Rome par les Wisigoths de Vitigès, lors du siège de la ville en 537. Il est ensuite réparé par Bélisaire.
De nouvelles interventions ont lieu durant le règne du pape Honorius Ier, au VIIe siècle. Il subit de nouveaux dommages au passage des Lombards d'Aistolf en 752 et des Sarrasins, puis est de nouveau restauré entre le VIIIe siècle et le IXe siècle, notamment par les papes Adrien Ier en 772 et Grégoire V en 846, avant de tomber progressivement en ruine.

### Reconstruction duXVIIesiècle
Lors de son accession au trône de saint Pierre en 1605, le pape Paul V entreprend la construction d'un grand aqueduc, pour résoudre les problèmes d'approvisionnement en eau des quartiers romains de la rive droite du Tibre, incluant le Vatican. Il parvient à convaincre la municipalité de financer les travaux qui commencent en 1609 sous la supervision de Giovanni Fontana. À cette époque, l'aqueduc antique est encore visible et identifiable en partie. Les sources qui étaient captées du temps des Romains, voire du temps des Étrusques, sont toujours exploitables mais ne sont plus complètement disponibles, déjà mises à contribution pour alimenter, par exemple, les moulins et les industries de la ville de Bracciano, notamment par la famille Orsini. Giovanni Fontana et ses ingénieurs commencent par localiser les sources laissées à l'abandon et rachètent les terrains correspondant. Les sources sont reliées par des canaux à l'aqueduc principal. Selon le pape, dans une déclaration publique, Fontana entreprend la construction d'un nouveau canal qui prend appui ou réutilise en partie les canaux antiques. Il s'avère que seules quelques sections de l'aqueduc antique sont véritablement incorporées dans le nouvel ouvrage, surtout à proximité des sources. Le nouvel aqueduc, achevé en 1612, est d'abord baptisé Acqua Sabbatina, puis Acqua Bracciano. Il prend finalement le nom d'Acqua Paola en hommage au pape Paul V.
Giovanni Fontana orne l'extrémité de l'aqueduc par une fontaine monumentale appelée Il Fontanone. Elle prend la forme d'un arc de triomphe à cinq baies (trois larges au centre et deux plus étroites sur les côtés) recouvert de marbre blanc et décoré de colonnes de granite. L'eau jaillit du canal dans cinq bassins disposés à la base de chaque arche. Pour cette construction, l'architecte Flaminio Ponzio réemploie des matériaux du forum de Nerva. Parmi les sculpteurs participant à la décoration de la fontaine figure Ippolito Buzzi. En 1690, le pape Alexandre III charge Carlo Fontana, neveu de Giovanni Fontana, d'agrandir la fontaine. Carlo Fontana remplace les cinq bassins par un seul, beaucoup plus grand : la Fontana dell’Acqua Paola, encore visible aujourd'hui.

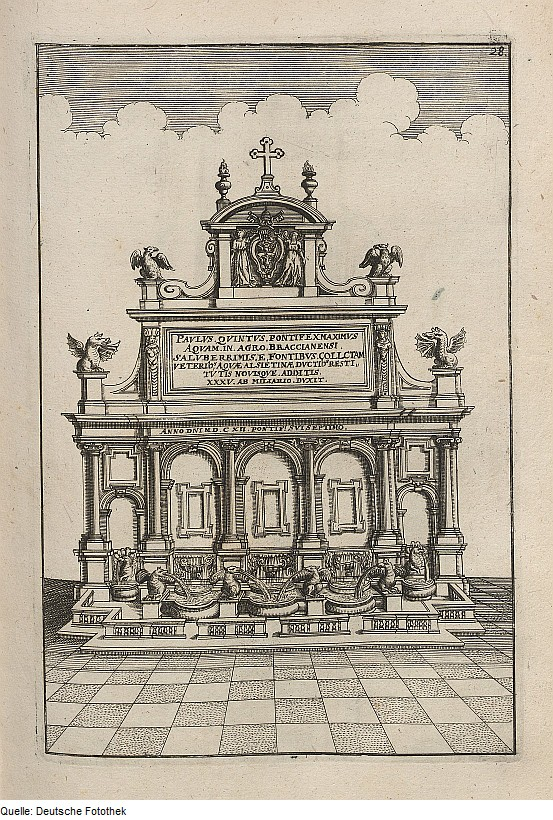
La fontaine sur une gravure de 1664, avant la modification de Carlo Fontana.
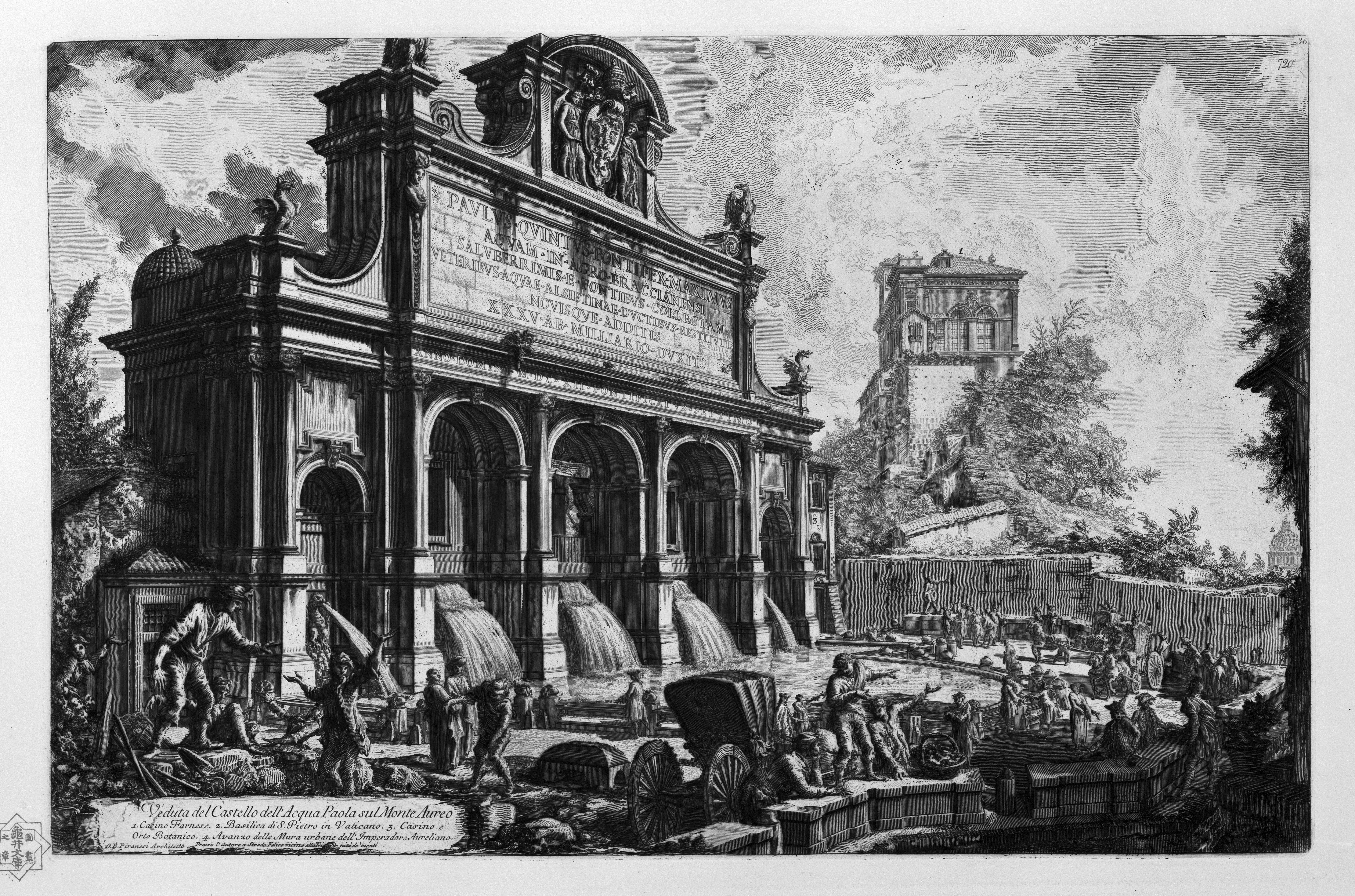
Dessin représentant Il Fontanone après la modification de Carlo Fontana, Piranèse, 1774.
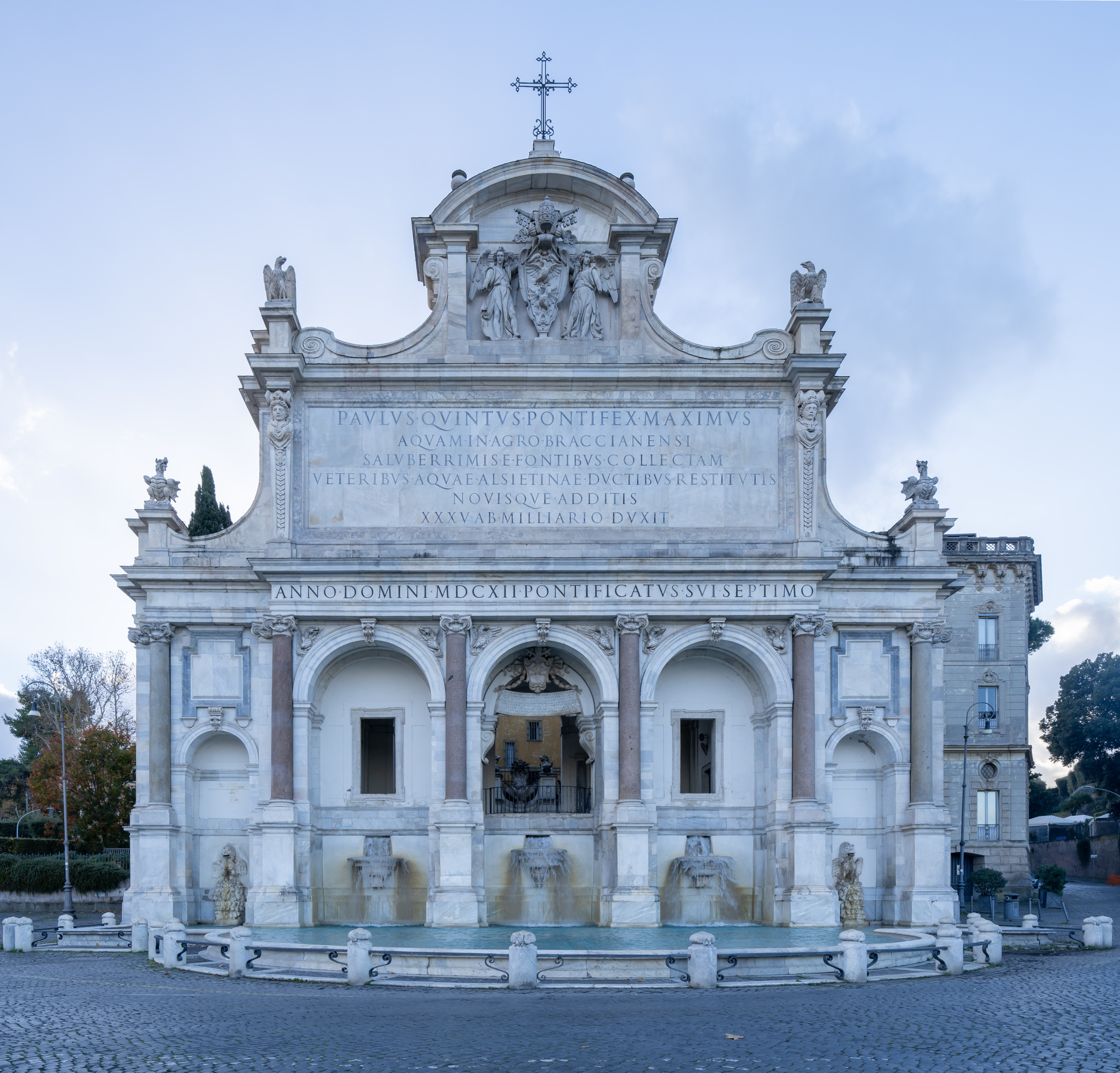
La fontaine aujourd'hui.

## Description
La longueur totale de l'aqueduc, difficile à estimer en l'absence de sources officielles, est comprise entre 57 et 59,2 kilomètres,. Il a une capacité journalière de 2 848 quinaires, soit plus de 100 000 mètres cubes par jour (1 150 litres par seconde). Le conduit est large de 1 à 1,30 mètre et haut de 1,78 à 2,30 mètres. Son parcours est essentiellement souterrain, comme en témoignent les nombreux regards facilitant les opérations de maintenance encore visibles aujourd'hui. Sa pente moyenne est de 2,67 mètres par kilomètre.
L'aqueduc antique présente une architecture typique du IIe siècle avec des murs en opus caementicium parementés de briques ou de pierres appareillées en opus reticulatum. La portion de l'aqueduc retrouvée en 1912 sous l'American Academy, sur la Via Angelo Masina, montre un appareil en opus mixtum. Le conduit, qu'il soit souterrain ou aérien, est voûté et construit en opus caementicium recouvert sur sa partie basse par un enduit imperméable, l'opus signinum.
La présence de moulins produisant de la farine à proximité du tracé de l'aqueduc sur le Janicule est attestée depuis au moins le VIe siècle. La force de l'eau du conduit, qu'on devait faire chuter sur plusieurs niveaux, permettait alors d'actionner le mécanisme des moulins.

### Les sources

Plan représentant les sources et conduits de l'Aqua Traiana autour du lac de Bracciano.

L'aqueduc puise l'eau dans les sources des monts Sabatins, sur les rives du Lacus Sabatinus (aujourd’hui connu sous le nom de lac de Bracciano), au nord-ouest de Rome. Il capte toute une série de sources des collines autour du lac d'origine volcanique. Certaines d'entre elles ont été aménagées de manière monumentale et mises au jour récemment. D'après une liste établie par les archéologues italiens A. Cassio et R. Lanciani, on dénombre, :
- sept sources de la zone dite Fosso di Grotta dont les eaux sont récupérées dans trois citernes ;
- les sources Matrice, Carestia et Fiora de la zone dite Fosso di Fiora près de Manziana, sur la rive occidentale du lac[9] ;
- les sources de Vicarello ;
- une source proche de l'actuel Acqua delle Donne Restaurant ;
- les sept citernes dites Sette Botti ;
- quelques sources au nord du Monte Rocca Romana et le long du Fosso della Calandrina ;
- les sources Aquarelli, au nord-est du lac ;
- les sources de l'Acqua d'Impolline, à l'est du lac.

Une de ces sources, baptisée Fiora, a été aménagée par les ingénieurs romains en une sorte de grotte artificielle. Durant le XIIIe siècle, une petite église Santa Maria della Fiora est construite sur la maçonnerie antique, utilisant l'aménagement souterrain comme annexe. La « grotte » est divisée en trois chambres voûtées de tailles diverses dont seule celle au centre s'ouvre sur l'extérieur. La chambre de droite est reliée directement au conduit de l'aqueduc de l'Aqua Traiana. Le plafond voûté est décoré par des fresques de couleur bleu-ciel et une niche placée à l'extrémité de la chambre centrale devait abriter une statue. Au-dessus de la niche antique, une plaque de stuc placée au Moyen Âge arbore une fleur à cinq pétales, symbole
de la famille Orsini. La statue antique a dû être remplacée par une image de la Madonna della Fiora à qui est dédiée l'église établie au-dessus. La maçonnerie change le long du tunnel de communication avec l'aqueduc principal passant de la brique à un opus reticulatum. À la même distance apparaît l'opus signinum.

### Le tracé entre les sources et Rome
Le début du conduit (caput aquae) commence sur la rive septentrionale du lac de Bracciano, entre les villes modernes de Vicarello et de Trevignano Romano, et le contourne sur le côté est, en partie sous terre et en partie sur des arches, réceptionnant les eaux des différentes sources. Après la ville d'Anguillara Sabazia, l'aqueduc suit sur sa rive gauche le cours de la rivière Arrone, seule rivière issue du lac. L'aqueduc s'éloigne ensuite de la rivière et partage un long tronçon commun sur arches avec l'aqueduc de l'Aqua Alsietina. Il se sépare ensuite de ce dernier et redevient souterrain le long de la via Clodia jusqu'à la localité de La Giustiniana. À partir de ce point, l'aqueduc suit à peu près le tracé des voies modernes della Pineta Sachetti et di San Pio V, pour ensuite réapparaître à la surface sur un aqueduc à arches le long de la via Aurelia. Il aboutit à Rome, sur le Janicule, où est plus tard construit la Porta Aurelia.

### Le tracé dans Rome
L'aqueduc alimente en eau le quartier Transtiberim,, seul quartier de Rome qui n'est pas encore doté d'un tel dispositif. En effet, l'eau de l'aqueduc d'Auguste, construit un siècle plus tôt pour alimenter la Naumachia Augusti sur la rive droite du Tibre, n'est pas potable. D'après les Fasti Ostienses, il est indiqué que l'eau acheminée par l'aqueduc est destinée à l'ensemble de la ville (tota urbe salientem), c'est-à-dire que l'aqueduc devait aussi alimenter tout un réseau de fontaines présentes à travers toute la ville. Son parcours final, dans Rome, n'est pas connu avec précision. Selon une hypothèse émise par Rabun Taylor, professeur de l'Université du Texas, qui s'appuie sur le Gran Pianta di Roma de Giambatta Nolli (1748) et sur le plan de Leonardo Buffalini (1551) sur lesquels figurent ce qui peut être identifié comme les vestiges des piles d'un pont sur le Tibre, l'aqueduc traverserait le Tibre sur un haut pont dans la zone de l'Emporium puis s'incurverait vers l'Aventin avant de se diriger vers la colline de l'Oppius sur laquelle se dressent les thermes de Trajan. Les dates rapprochées des inaugurations de ces deux édifices laissent en effet penser que l'aqueduc est en partie utilisé pour alimenter les thermes,. Cette hypothèse est confortée par la découverte en 1935 d'un fragment de tuyau en plomb (fistula aquaria) long de 18 mètres sur le mont Oppius sur lequel on peut lire : THERM(AE) TRAIAN(I) ET AQ(VA) TR(AIANA). Deux mois seulement après l'ouverture de l'aqueduc de Trajan est inaugurée la Naumachia Traiani, vaste bassin à ciel ouvert entouré de gradins et utilisé pour la reconstitution de batailles navales, construite dans la plaine vaticane. Il est donc également possible que l'aqueduc ait été construit en prévision de son alimentation en eau, en allégeant l'utilisation des autres aqueducs.